# Загоскин, Давид Ефимович
Давид Ефимович Загоскин (3 февраля 1900, Сураж, Витебская губерния — февраль 1942, Ленинград, СССР) — советский живописец, график и педагог. Участник ленинградского общества «Круг художников». Член Союза художников СССР.

## Биография
Родился 3 февраля 1900 года в большой еврейской семье в Сураже Витебской губернии. У него было четверо братьев и две сестры, отец Хаим Гиршевич Загоскин был дамским портным. Окончил Высшее начальное училище в Сураже в 1915 году.
Отец рано послал сына учиться, и в возрасте 15 лет Загоскин уехал в Одессу, где получал образование в Одесском художественном училище у К. К. Костанди, Д. К. Крайнева, Т. Я. Дворникова. С началом революционных событий Давид вернулся в родной город, но уже в 1918 году переехал в Саратов, где продолжил образование в Саратовских высших художественных мастерских у Ф. К. Константинова А. Е. Карёва с перерывами. Весной 1919 года призван на военную службу, отправлен на деникинский фронт, вскоре демобилизован как студент. Закончил обучение в 1920 году.
Становится членом Общества художников нового искусства (ОХНИС) в 1920 году.
В 1920—1922 годы преподавал в Саратовском художественно-практическом институте, профессор. В 1922 году Давид Загоскин переехал в Петроград, где занимался искусством и преподаванием. Преподавал во ВХУТЕИНе в Ленинграде (1922—1936); в Декоративном институте Главнауки (1920-е); руководил графической мастерской в Изостудии рабочей молодёжи при Доме политпросвещения имени А.И. Герцена (1926–1929). Председатель секции ИЗО и член правления Центрального Дома искусств (1926—1931).
В 1926 году Давид Загоскин вступил в ленинградское объединение художников «Круг», принимал участие во всех четырёх выставках. Покинул объединение в 1929 году.

В 1930 году после отчётной выставки в Ленинграде критика обрушилась на последователей П. Н. Филонова и на «Круг художников»: 
«Формализм для художников «Круга» служит единственной рубашкой, прикрывающей неприглядность и убожество идейного содержания их творчества… Такими формалистическими изысканиями занимаются и художники Загоскин, Траугот и др. А ведь пора уже выйти на путь идейно-близкого нам творчества». (Ф. Коннов. В плену формализма. — «За пролетарское искусство». 1931 г., №8).
 В 1930 году вступил в Объединение молодёжи Ассоциации художников революционной России (ОМАХР), после роспуска организации  Давид Загоскин вступает в Союз художников СССР в 1932 году.
В 1930—1932 годы совершил творческие командировки по колхозам и коммунам Витебской губернии, в интернациональную коммуну им. Д. Благоева под Полтавой, рыболовецкий колхоз на озере Ильмень (все совместно с женой Л. Я. Тимошенко).
С 1935 года — член бюро живописной секции ЛОСХ.
Работал над созданием панно в ленинградском Дворце пионеров (1935–1937) и росписей во Дворце культуры работников связи (1939), в экспериментальной графической мастерской ЛОСХа (1933—1941).
Погиб в блокадном Ленинграде в феврале 1942 года.
Лидия Яковлевна Тимошенко, стремясь сохранить память о художнике, долго разыскивала работы Д. Загоскина. В 1988 году состоялась первая выставка графики Давида Загоскина в Доме писателя в Ленинграде. В том же году в Новосибирске прошла совместная выставка работ Л. Тимошенко и Д. Загоскина.

## Семья
В 1928 году (второй брак) женился на Лидии Яковлевне Тимошенко, художнице и члене «Круга художников». В 1933 году у супругов родился сын Николай. Брак распался в 1938 году.
В 1956 году Николай женился на Галине Егоровой.
Сын от первого брака  — Лев Давидович Загоскин (1922—1942) пропал без вести в Великую Отечественную войну.